# 水谷琢順
水谷琢順（みずたに たくじゅん、生年不詳 - 嘉永3年（1850年）は、囲碁の棋士。本因坊元丈門下、六段。本因坊家の外家である水谷家の二代目で、初代水谷琢元の実子。
寛政10年(1798年)に奥貫智策に白番勝の碁があり、智策、本因坊丈和らより年長の兄弟子と見られる。寛政12年に五段の中野知得に二子で、この頃に入段、文化元年(1804年)に七段の元丈に二子で三段ぐらいと思われる。文化4年に知得に二子、文化5、6年に先二二子番でいずれも勝ち。文化7年に五段で、葛野丈和（本因坊丈和）に向先相先。文化11年に四段の服部立徹（井上幻庵因碩）に向先相先、文政8年(1825年)には井上幻庵因碩と六段同士の互先で先番勝2局。元丈と12局、丈和と13局、幻庵因碩と13局など、計95局の棋譜が残されている。伊藤周介、琢元とともに本因坊門の三傑と称された。また彦根藩井伊家より七人扶持を受けた。
高橋順英（水谷琢廉）を養子とするが、琢廉は六段まで昇りながら天保7年(1836年)頃に32歳で夭逝。次に坊丈和の長男戸谷梅太郎（吉野忠左衛門）を迎え水谷順策とするが、順策は天保15年に幻庵因碩に請われて井上家養子となり、井上秀徹（後の十二世井上節山因碩）となる。琢順は後継者を決められないまま没し、水谷家は途絶える。その後明治になって、方円社の水谷四谷にて再興された。